# NGC 5982
NGC 5982 è una galassia ellittica della costellazione del Dragone. Dista circa 130 milioni di anni luce dalla Terra. Fu scoperta da William Herschel il 25 maggio 1788.
NGC 5982 ha un nucleo cinematicamente disaccoppiato dal resto della galassia: esso infatti ruota attorno a un asse maggiore che è quasi perpendicolare all'asse di rotazione della galassia. NGC 5982 presenta un gran numero di gusci attorno al nucleo, circa 26, che formano archi circolari, il più esterno dei quali dista 150 arcosecondi dal centro della galassia, mentre il più interno dista 8 arcosecondi.. I gusci e il nucleo disaccoppiato sono il risultato dell'unione della galassia ellittica con una galassia ellittica più piccola.
La galassia possiede un sistema di amassi globulari che si divide in due gruppi, il primo dei quali è formato da ammassi di colore blu, il secondo di colore rosso; tale sistema ha una età superiore ai 5 miliardi di anni. La luminosità della galassia è dominata dalla luce emessa dalle stelle più vecchie; al centro di NGC 5982 si trova un buco nero supermassiccio, la cui massa, stimata in base alla relazione M-sigma, è calcolata in 108,92 masse solari. Il nucleo potrebbe avere un basso livello di attività ed è stato categorizzato come una possibile regione nucleare a linee di emissione a bassa ionizzazione.
La galassia NGC 5982 appartiene ad un gruppo di galassie conosciuto come gruppo NGC 5982; gli altri membri del gruppo sono NGC 5976, NGC 5981, NGC 5985, NGC 5987 e NGC 5989. NGC 5981, una galassia a spirale visibile di taglio, dista 6,3 arcominuti da NGC 5982, mentre NGC 5985, una galassia a spirale vista di faccia, dista 7,7 arcominuti. Le tre galassie sono conosciute come Trio del Dragone o Gruppo del Dragone, anche se non vi è nessuna prova che formino un gruppo compatto.